# Río Panero
El río Panero, Carrales, o Hijedo (o Higedo), es un curso fluvial español de Cantabria, y Burgos. Nace en las proximidades del puerto de Carrales, en la ladera sur del monte de los Covachos, alfoz de Bricia, pero la mayor parte de su recorrido discurre por el valle cántabro de Valderredible.
Su principal afluente es el arroyo de Hijedo, que nace en el monte del mismo nombre, con un desarrollo de 10 km hasta la localidad de Cejancas. En su recorrido hubo molinos harineros citados por Madoz, como parece sugerir el mismo nombre del río. 